# Coroa da Furna
A Coroa da Furna é uma elevação portuguesa localizada no concelho da Lagoa, ilha de São Miguel, arquipélago dos Açores.
Este acidente geológico tem o seu ponto mais elevado a 255 metros de altitude acima do nível do mar e encontra-se nas imediações do Pico da Água, do Pico da Mostarda e do Pico da Pedra.